# Kościół św. Łukasza w Monachium
Kościół św. Łukasza (niem. Pfarrkirche St. Lukas lub Lukaskirche) – luterańska świątynia parafialna znajdująca się w Monachium, w okręgu Altstadt-Lehel, pośrodku Mariannenplatzu. Siedziba biskupa okręgu kościelnego Monachium i Górnej Bawarii.

## Historia
Budowę świątyni rozpoczęto w 1893 roku wg projektu Alberta Schmidta, ukończono ją w 1895, a w 1896 miała miejsce konsekracja. W 2010 kościół wyremontowano, a w 2019 rozpoczęto kolejną renowację, z powodu której w 2025 świątynie tymczasowo wyłączono z użytku.

## Architektura i wyposażenie
Świątynia łączy cechy neoromańskie i neogotyckie. Kopuła kościoła znajduje się na wysokości 42 m i ma 14 m średnicy. Podpierają ją cztery dolomitowe kolumny. Latarnia wieńcząca kopułę sięga 64 m. Kościół ma długość 46 m i szerokość w transepcie 42 m. Nawy boczne są szerokie na 7 m. W budynku znajduje się około 1500 miejsc siedzących.
Ołtarz główny zdobi płaskorzeźba baranka oraz obraz z przedstawieniem piety pędzla Gustava Adolfa Goldberga. Dekoruje go również niewielki, neoromański krucyfiks oraz figury świętych Piotra i Pawła. W 1932 na południowej emporze ustawiono 72-głosowe organy z warsztatu G. F. Steinmeyer & Co..
Wewnątrz północnej wieży kościoła zawieszono cztery dzwony. Jeden z nich, znany jako Inschriftenglocke, pochodzi z kolegiaty Najświętszej Maryi Panny Królowej Świata w Stargardzie. Podczas II wojny światowej został on zarekwirowany, trafił na tzw. cmentarz dzwonów pod Hamburgiem, uniknął przetopienia i po zakończeniu działań wojennych zawieszono go w kościele św. Łukasza w Monachium. Dane dzwonów:
| Imię                 | Waga    | Średnica | Ton | Rok odlania | Ludwisarz                   |
| -------------------- | ------- | -------- | --- | ----------- | --------------------------- |
| Taufglocke           | 420 kg  | 91 cm    | a'  | 1919        | Franz Schilling, Apolda     |
| Dreifaltigkeitglocke | 620 kg  | 109 cm   | f'  | 1703        | Martin Grein, Legnica       |
| Inschriftenglocke    | 1510 kg | 141 cm   | c'  | 1861        | Friedrich Gruhl, Kleinwelka |
| Betglocke            | 1768 kg | 141,2 cm | d'  | 1990        | Albert Bachert, Heilbronn   |

## Galeria

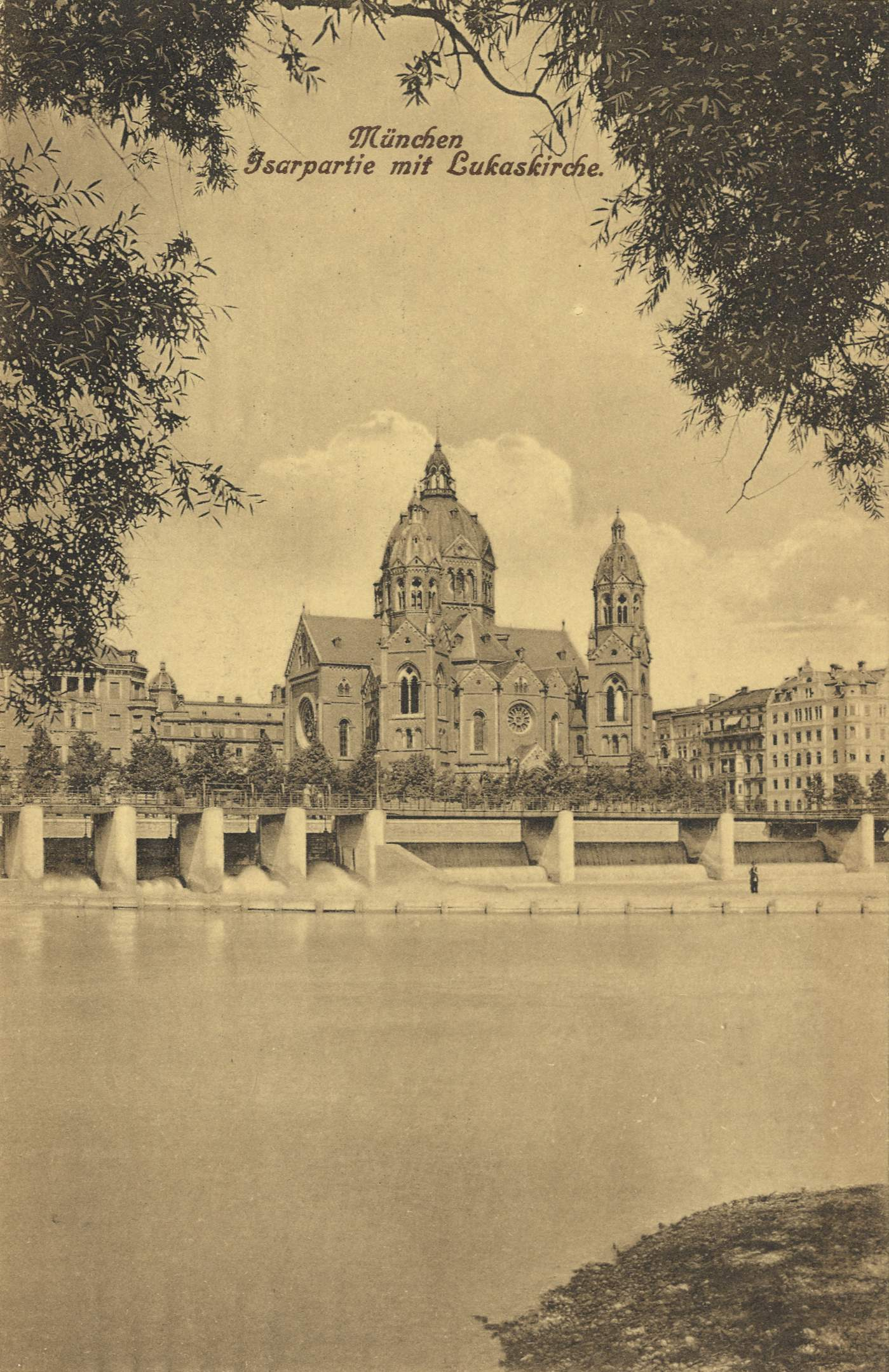
Widok w 1917
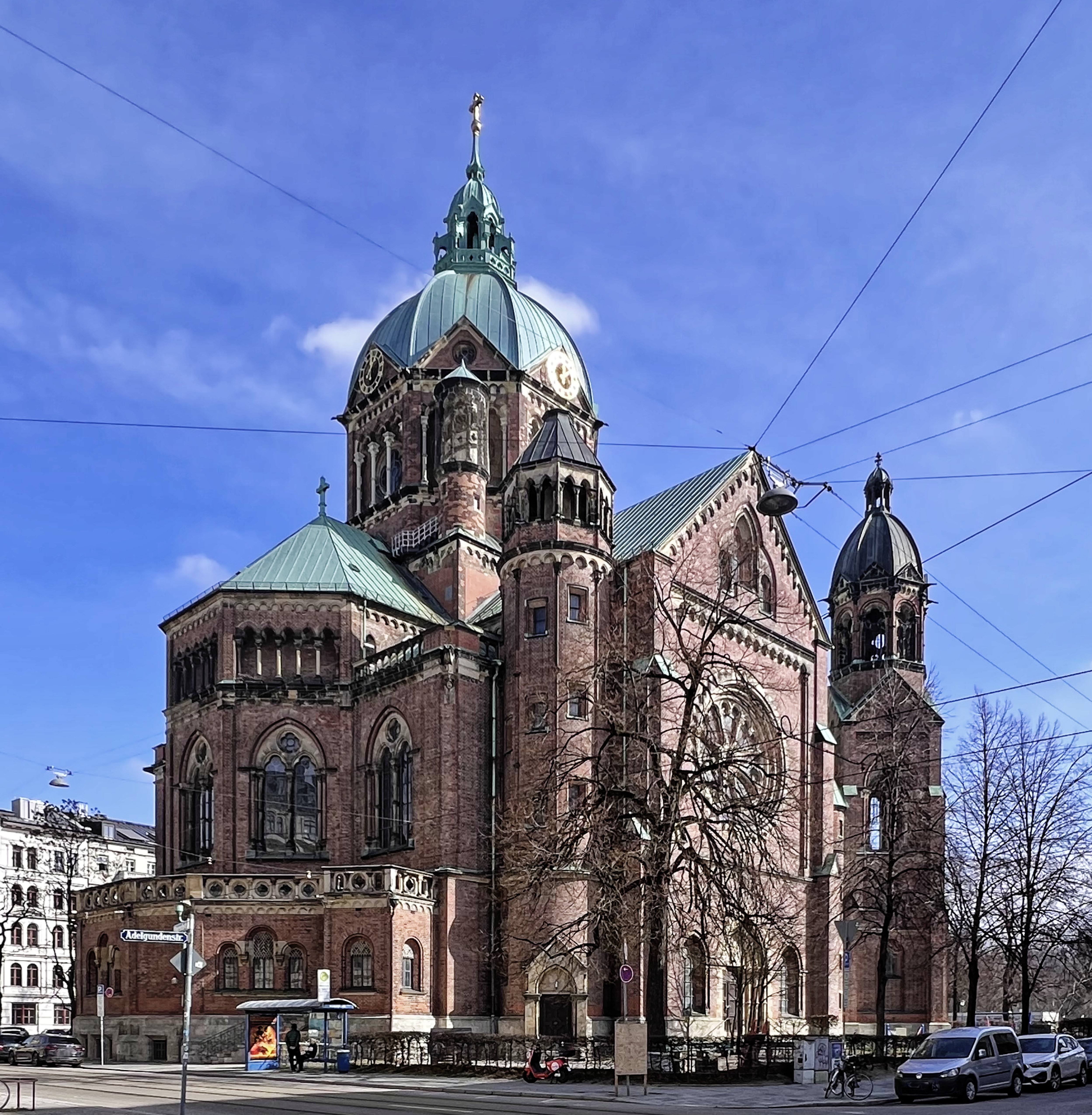
Widok z południa
Wnętrze
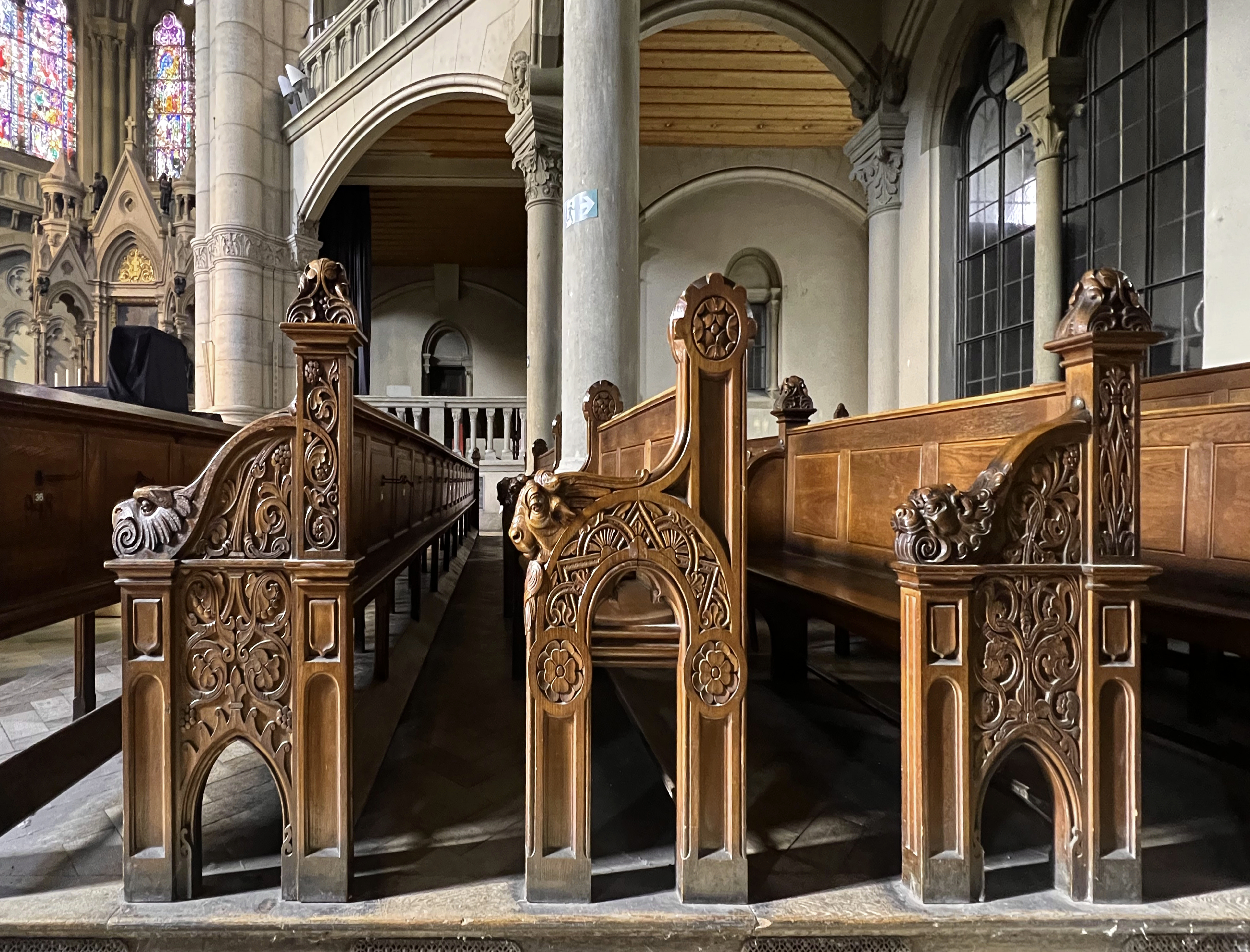
Ławki
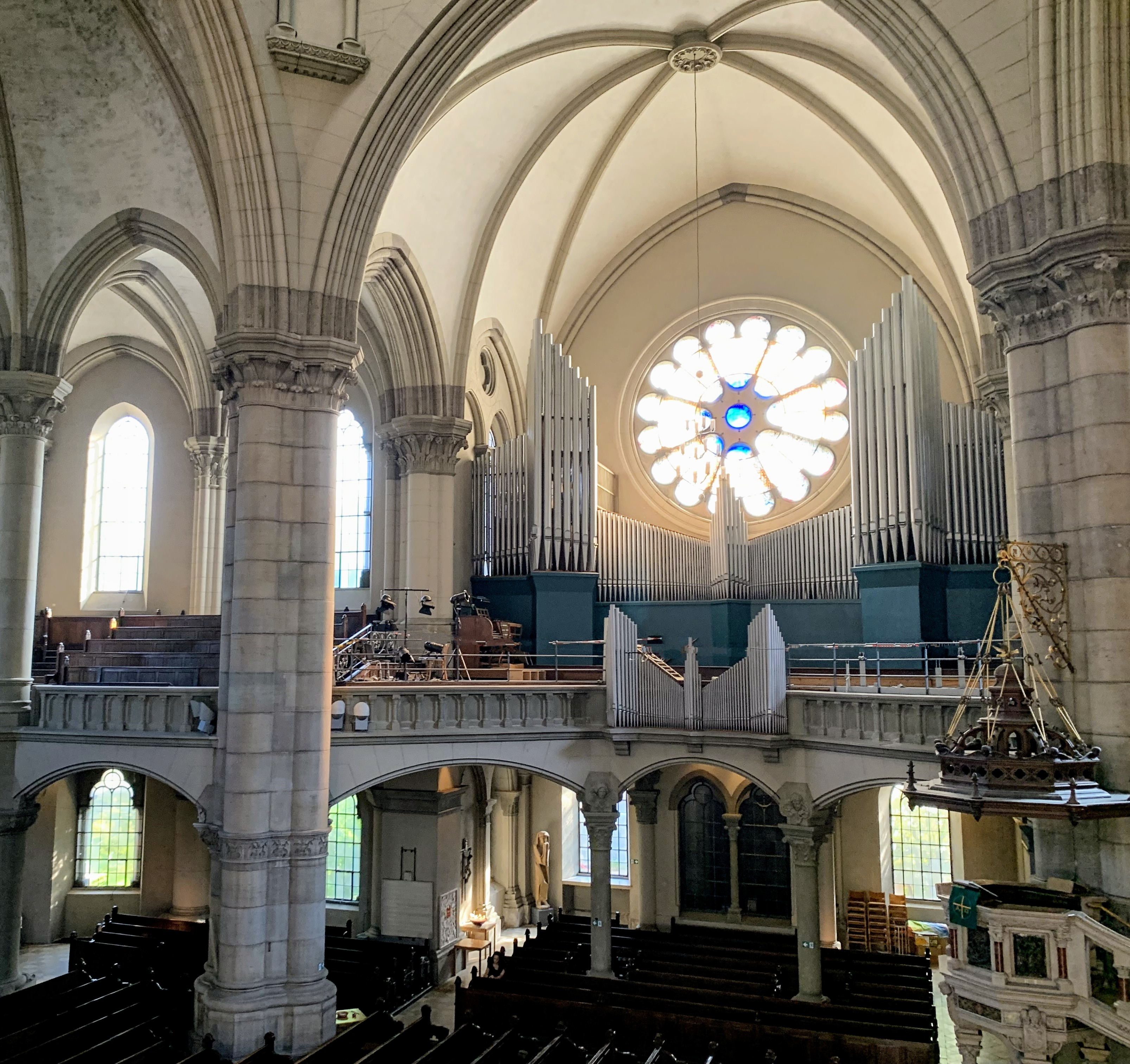
Organy
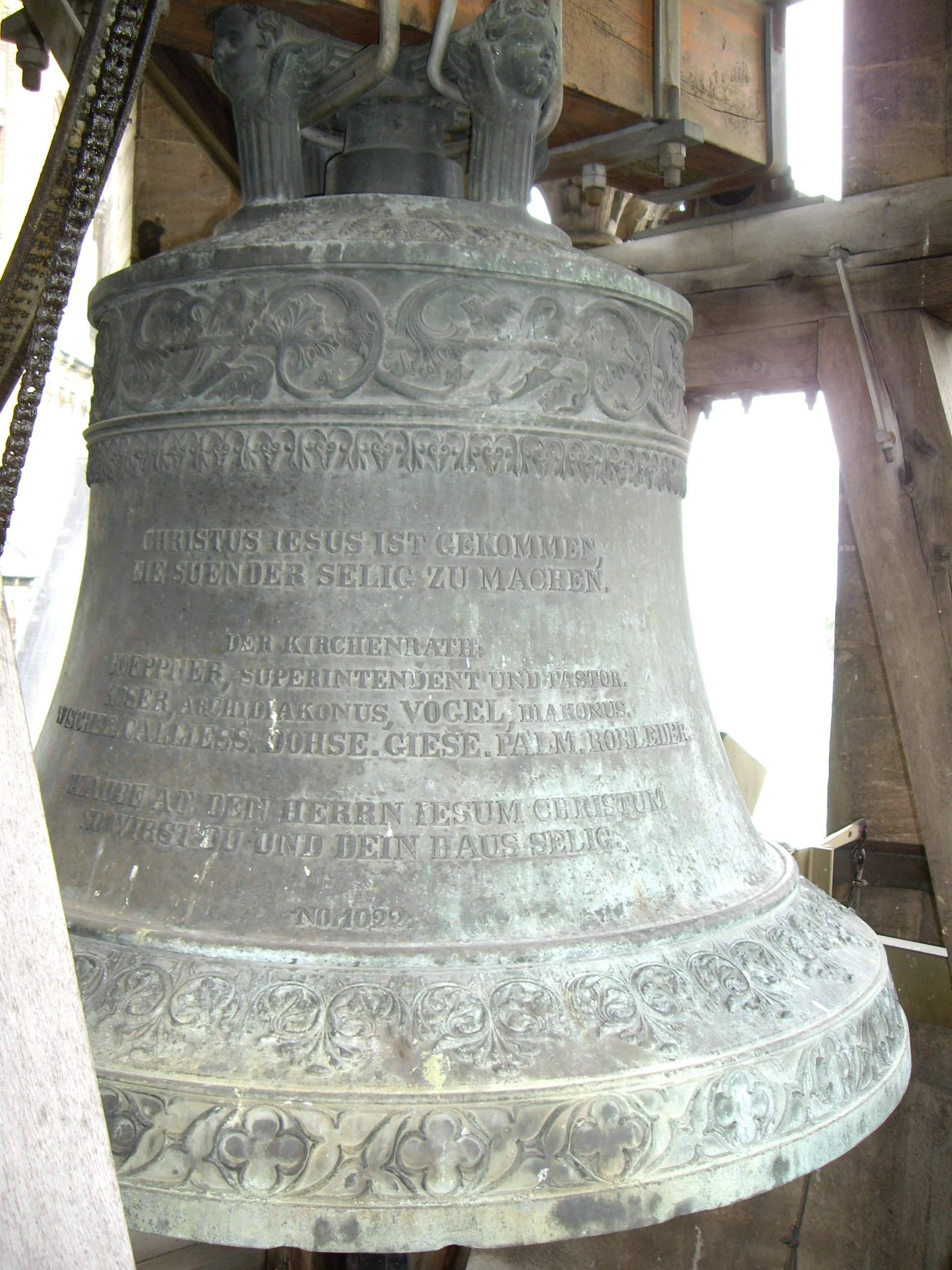
Inschriftenglocke